# Typha grossheimii
Typha grossheimii är en kaveldunsväxtart som beskrevs av Evgeniia Georgievna Pobedimova. Typha grossheimii ingår i släktet kaveldun, och familjen kaveldunsväxter. Inga underarter finns listade i Catalogue of Life.